# 돈벼락 (2004년 드라마)
《돈벼락》은 2004년 6월 4일에 MBC에서 방영한 베스트극장이다.

## 등장 인물

### 주요 인물
- 방은희 : 박애자 역 – 황 회장의 병간호인
- 김뢰하 : 김병찬 역 - 택시기사

### 그 외 인물
- 정욱 : 황 회장 역
- 김홍석 : 김 비서 역
- 권용운 : 남자 역
- 이찬영
- 서윤재
- 이현숙
- 김남길 : 남자 사원 역
- 이옥정
- 박태진
- 장현순
- 이민호 (아역)